# استیو برودی (بازیکن فوتبال)
استیو برودی (انگلیسی: Steve Brodie؛ زادهٔ ۱۴ ژانویهٔ ۱۹۷۳) بازیکن فوتبال اهل بریتانیا است.
از باشگاه‌هایی که در آن بازی کرده‌است می‌توان به باشگاه فوتبال دونکستر راورز، باشگاه فوتبال سوانزی سیتی، باشگاه فوتبال ویتون آلبیون، باشگاه فوتبال نانیتون تاون، باشگاه فوتبال استالی‌بریج سلتیک، باشگاه فوتبال فارست گرین راورز، باشگاه فوتبال ساندرلند، و باشگاه فوتبال درویلزدن اشاره کرد.